# Tamworth (borough)
Tamworth – dystrykt w hrabstwie Staffordshire w Anglii. W 2011 roku dystrykt liczył 76 813 mieszkańców.

## Miasta
- Tamworth

## Inne miejscowości
- Amington, Belgrave, Bolehall, Castle, Glascote, Mercian, Spital, Stonydelph, Trinity, Wilnecote[3].